# ロス・パラシオス・イ・ビジャフランカ
ロス・パラシオス・イ・ビジャフランカ（スペイン語: Los Palacios y Villafranca）は、スペイン・アンダルシア州セビリア県にあるムニシピオ（基礎自治体）。2021年時点での人口は38,678人である。

## 姉妹都市
- ロス・パラシオス、キューバ
- サン＝コロンバン、フランス
- リヴァナッツァーノ・テルメ、イタリア

## 著名な出身者
- ヘスス・ナバス (1985-) : サッカー選手。元スペイン代表。
- ファビアン・ルイス (1996-) : サッカー選手。スペイン代表。
- ガビ (2004-) : サッカー選手。スペイン代表。